# تیورال‌تورانکس
تیورال‌تورانکس (به انگلیسی: TuralTuranX) (زاده ۳۰ اکتبر ۲۰۰۰) گروه موسیقی آذربایجانی متشکل از برادران دوقلوی تورال و توران باغمانوف است.
آن‌ها نماینده جمهوری آذربایجان در یوروویژن ۲۰۲۳ بودند.